# Первоураљск
Первоураљск (рус. Первоуральск) град је у Русији у Свердловској области. Према попису становништва из 2010. у граду је живело 124.555 становника.

## Становништво
Према прелиминарним подацима са пописа, у граду је 2010. живело 124.555 становника, 7.722 (5,84%) мање него 2002.
| 1939.  | 1959.  | 1970.   | 1979.   | 1989.   | 2002.   | 2010.   |
| ------ | ------ | ------- | ------- | ------- | ------- | ------- |
| 44.239 | 90.424 | 116.646 | 129.189 | 142.193 | 132.277 | 124.528 |